# География на Грузия
Грузия е разположена на границата между Европа и Азия. Някои институции я причисляват към Източна Европа, а други – и към Европа, и към Предна Азия. В повечето от случаите страната се разглежда като част от съвременна Европа. Площ 69 611 km² (заедно с териториите на обявилите и частично признати за независими държави Абхазия и Южна Осетия). Население на 1 януари 2018 г. 3 973 664 души (без населението на Южна Осетия). Столица град Тбилиси.

## Географско положение, граници, големина
Грузия заема северозападната част на Закавказието. На север и североизток граничи с Русия (дължина на границата 783 km), на югоизток – с Азербайджан (360 km), на юг – с Армения (213 km) и на югозапад – с Турция (288 km). Обща дължина на сухоземните граници 1644 km. На запад територията ѝ се мие от водите на Черно море. Дължина на бреговата линия 324 km. Дължина от запад-северозапад на изток-югоизток 542 km, ширина от север на юг 282 km. В тези си граници заема площ от 69 611 km² (заедно с териториите на обявилите и частично признати за независими държави Абхазия и Южна Осетия).
Територията на Грузия се простира между 41°03′ и 43°25′ с.ш. и между 40°00′ и 46°44′и.д. Крайните точки на страната са следните:
- крайна северна точка – (43°35′11″ с. ш. 40°14′32″ и. д. / 43.586389° с. ш. 40.242222° и. д.), в хребета Аигба, на границата с Русия.
- крайна южна точка – (41°03′18″ с. ш. 46°29′38″ и. д. / 41.055° с. ш. 46.493889° и. д.), северозападно от Мингечаурското водохранилище, на границата с Азербайджан.
- крайна западна точка – (43°23′20″ с. ш. 40°00′27″ и. д. / 43.388889° с. ш. 40.0075° и. д.), устието на река Псоу в Черно море, на границата с Русия.
- крайна източна точка – (41°17′05″ с. ш. 46°44′10″ и. д. / 41.284722° с. ш. 46.736111° и. д.), на десния бряг на река Алазани, на границата с Азербайджан.

## Геоложки строеж, полезни изкопаеми

### Геоложки строеж
Територията на Грузия се отнася към Алпийската нагъната област и се дели на редица крупни структурни единици. На север, в осовата зона на Голям Кавказ, е разположен антиклинорият на Главния, или Вододелен хребет. Той е изграден от метаморфни докамбрийски и палеозойски скали, пронизани от гранитоиди и ултраосновни интрузии. На изток древните скали потъват под аспидните шисти с долно- и средноюрска възраст. Нагънатите пластове на Главния хребет се разполагат върху нагъната система на южните склонове на Голям Кавказ, в които се различават 4 зони: Казбекско-Лагодехска (юрска шистова серия), Местийско-Тианетска (горноюрска, кредна и еоценска флишева серия), Чхалта-Лайлинска (силурски и триаски слабометаморфозирани теригенни скали), Гагро-Джавска (горноюрски и долнокредни карбонатни и порфитови скали). Всяка от тези зони се възкачва върху следващата в направление от север на юг, а флишевата серия на изток припокрива тектонски двете по-южни. Вътрешният строеж на зоните се характеризира с асиметрична линейна нагънатост и издигания в южно направление. През антропогена се наблюдава активизиране на наземния вулканизъм (Келското плато). На юг от съоръженията на Голям Кавказ (от Колхидската низина до Външна Кахетия) са разположени Грузинските издутини – средищен масив в основата на херцинската консолидация. Субстратът на издутините е изграден от метаморфни скали и докамбрийски и палеозойски гранитоиди (Дзирулски масив), излизат на повърхността в Горноимеретинското плато и потъват на запад и на изток. Седиментната покривка се състои от червени варовици, порфирити и въгленосни наслаги, горноюрски пъстроцветни, кредно-еоценски карбонатни наслаги и моласи. Долната глинеста моласа е с олигоценска и долномиоценска възраст (майкопска серия), а горната грубо структурирана моласа – от пясъчници и конгломерати със средномиоценска и долноплиоценска възраст. В Колхидската низина, Картли и Външна Кахетия (Гаре Кахети) са развити антропогенни наслаги, предимно континентални, а в Колхида и морски. Наслагите са събрани в наклонени нагъвания, като във Външна Кахетия нагънатостта се усилва и важна роля играят издуванията.
На юг в широчинно направление са простира Аджаро-Триалетската нагъната система, изградена от мощни кредни вулканогенни и карбонатни наслаги и палеогенски теригенни и вулканогенни наслаги. Като цяло нагънатостта е линенйна, а общият строеж е асиметрично-веерообразен. Натискът в гънките е в северно направление, като в Боржомско-Бакурианския район се проявява антропогенен наземен вулканизъм. Още по̀ на юг (от Джавахетската планинска земя до Марнеулската низина) се простира втори междупланински масив с херцинска консолидация – Артвино-Болинско издуване. Джавахетската планинска земя е изградена от плиоценски и плейстоценски лави (андезито-дацити, долеритови базалти), а центровете на изригванията са привързани към сеизмични активни меридионални разломи. На изток от планинската земя на повърхността се разкриват субстрати (Храмски и Локски масиви), покриващи техните маломощни теригенни слоеве и мощни вулканогенни и варовикови пластове с кредна възраст. На изток, във връзка с общото потъване са развити моласи, нагънатостта се прекъсва и става полегата.

### Полезни изкопаеми
Основните полезни изкопаеми в Грузия са мангановите руди с олигоценска възраст (Чиатурско находище), каменните въглища (Ткибули, Ткварчели) и нефтът (Колхида, Външна Кахетия), свързани с мезозойски, палеогетови и неогенови наслаги. По южните склонове на Голям Кавказ са известни полиметалните и антимоно-арсеновите находища, свързани с юрските и неогеновите интрузии. На юг има голямо находище на медни руди (Марнеули), подчинено на кредната вулканогенна формация. Почти повсеместно се срещат строителни материали (мрамор, шисти, туфи, циментни суровини и др.). Многочислени са минералните и термалните източници.

## Природа
Въпреки малката си площ природата на Грузия е извънредно разнообразна. Принадлежността на страната към подвижната алпийска геосинклинална зона обуславя рязката смяна на интензивни неотектонски издигания и потъвания. Тези движения са създали контрастният релеф на страната и в крайна сметка нейните разнообразни ландшафти с множество типове климат, хидроложки режим, почвена покривка, растителност и животински свят. Съществена роля за формирането на многообразната природа играе също пограничното положение на страната между полувлажното Средиземноморие, аридната и безотточна Арало-Каспийска падина и континенталните Предноазиатски планински земи. Бреговата линия на страната (308 km) се отличава със слабата си разчлененост, като описва плавна дъга, без значителни заливи и полуострови.

### Релеф
На територията на Грузия се съчетават високопланински, среднопланински, хълмист, низинно-равнинен и платообразен релеф. Северната част на страната е заета от Голям Кавказ (на грузински Кавкасиони), предимно неговите южни склонове, а също и малки части от северните му склонове. Най-високата точка на Грузия е връх Шхара 5068 m, издигащ се в Главния Кавказки хребет, на границата с Република Кабардино-Балкария на Русия. Системата на Голям Кавказ се състои от Главния, или Вододелен хребет и редица съпровождащи го хребети, сред които в пределите на Грузия най-значителни са: по южните склонове – Гагрински, Бзъйбски, Кодорски, Сванетски, Егриски, Лечхумски, Рачински, Харулски, Ломиски, Гудиски, Картлийск, Кахетски; по северните склонове – Хохски, Шавана, Кидегански, Хевсуретски и Пирикитски. В северната високопланинска зона отчетливо са изразени планинско-ерозионни, планинско-глациални и нивални форми на релефа, създадени от ледниците на Голям Кавказ (а също и по най-високите планински масиви на Малък Кавказ и Южногрузинската планинска земя) – трогови долини, морени и пр. В западните части на Голям Кавказ на грузинска територия широко са разпространени карстовите форми, а на изток – млади вулканични съоръжения. На юг от Голям Кавказ в субширочинно направление се простира междупланинска депресия, подразделяща се на Колхидска и Иверийска (западната част на Куринската) равнинно-хълмиста падина и разделящият ги Дзурилски масив (Горноимеретско плато). Значителни части от двете падини са заети от алувиални равнини – Колхидска низина, Вътрешнокартлийска, Долнокартлийска, Алазанска (Кахетска), като между последните две е разположено Йорското плато. В северната хълмиста полоса на Колхидската низина е разпространен ниският карст, за разлика от високия карст в Голям Кавказ. Още по̀ на юг в широчинно направление се простират средновисоки хребети от грузинската част на Малък Кавказ (Месхетски, Шавшетски, Триалетски, Локски), достигащивисочина до 2850 m и съхранили в релефа си морфологичните следи от древни денудации във вид на стъпаловидно разположени повърхности. Крайният юг на страната е зает от Южногрузинската вулканична планинска земя, в морфологията на която определяща роля играят лавовите плата, вулканичните вериги и каньонообразните дефилета на реките. Най-високата точка на планинската земя е връх Диди-Абули 3301 m.
Високите планински хребети създават естествени бариери, заради които има културни и лингвистични различия между отделните части на страната. Поради голямата надморска височина и слаборазвитата инфраструктура, много планински села са изолирани от останалия свят през зимата. Земетресения и свлачища в планинските части на Грузия създават заплаха за живота и имуществото на населението. Сред най-скорошните природни бедствия са масивни скални свлачища в Аджария през 1989, които отнемат домовете на хиляди души в югозападната част на страната и две земетресения през 1991, които разрушават няколко села в централно-северна Грузия и Южна Осетия.

### Климат
Климатът на Грузия като цяло носи характер на преходен от субтропичен към умерен. Колхидската низина от морското равнище до 500 – 600 m се характеризира с влажен субтропичен климат с топла зима (средна януарска температура 3 – 6 °C), малка годишна температурна амплитуда (17 – 21°), голямо количество на валежите (1200 – 2800 mm) с пролетен минимум и относително равномерно разпределение през другите сезони. Студове под -5 °C се случват в отделни зими и предизвикват нахлуване на арктичен въздух. Характерни са силните, понякога продължителни източни ветрове от типа на фьона. Климатът в Иверийската падина се отличава от колхидския с по-студената си зима (средна януарска температура от -2 до 1,5 °C), по-голяма годишна амплитуда (24 – 27°), малко количество на валежите и неравномерното им разпределение по сезони (пролетен максимум). Средните температури на най-топлия месец август са 23 – 26 °C. Средната годишна температура в понижените части на планинските депресии е 12 – 15 °C. За планинските части на Грузия – Голям и Малък Кавказ е характерна височинната зоналност (умерен, алпийски и нивален пояс), усложнена от намаляващата влажност от запад на изток и от перифериите на планините към техните вътрешни котловини. Количеството на валежите на обърнатите към Черно море склонове достигат 3000 – 4000 mm, а във вътрешните райони в източните части на планинските области намаляват до 600 – 800 mm. Най-ниските абсолютни температури са регистрирани в затворените котловини – Шаорската котловина в Рачинския хребет -35, -40 °C. Климатът на Южногрузинската планинска земя се характеризира с относителна континенталност и засушливост, тънка снежна покривка и много студена зима.
| температура | януари | февуари | март  | април | май   | юни   | юли   | август | септември | октомври | ноември | декември |
| ----------- | ------ | ------- | ----- | ----- | ----- | ----- | ----- | ------ | --------- | -------- | ------- | -------- |
| минимална   | -1 °C  | -1 °C   | 3 °C  | 8 °C  | 12 °C | 16 °C | 20 °C | 19 °C  | 15 °C     | 10 °C    | 5 °C    | 0 °C     |
| максимална  | 6 °C   | 7 °C    | 12 °C | 18 °C | 22 °C | 27 °C | 31 °C | 30 °C  | 26 °C     | 19 °C    | 12 °C   | 8 °C     |

|                       | януари | февуари | март | април | май | юни | юли | август | септември | октомври | ноември | декември |
| количество валеж (мм) | 12     | 18      | 22   | 33    | 38  | 50  | 15  | 23     | 18        | 26       | 16      | 16       |

### Води

#### Реки
Речната система на страната е неравномерно развита. С най-голяма гъстота ке отличава Западна Грузия, а с най-малка – Йорското плато, което е свързано с разпределението на модула на оттока (от 80 – 150 l/s/km² в Западен Кавказ до 3 l/s/km² в Йорското плато и на югоизток в Долнокартлийската равнина). Реките на Грузия принадлежат към два водосборни басейна – Черноморски и Кадпийски. Почти целият отток към Каспийския басейн принадлежи на река Кура. Нейните основни притоци са: леви – Голяма Лиахви, Ксани, Арагви, Йори и Алазани (двете последни се вливат в Мингечаурското водохранилище на територията на Азербайджан); десни – Паравани, Дзама, Тана, Тедзами, Алгети и Храми. Реките от Черноморския басейн (Западна Грузия) не образуват единна система и се вливат в морето самостоятелно. Най-голямата от тях е Риани (с притоците си Цхенисцкали, Техури и Квирила), протичаща с долното си течение по оста на Колхидската низина. Други по-големи са: Ингури, Кодори, Аджарисцкали, Бзйъб, Хоби, Галидзга. Река Чорох, води началото си в Турция и протича през Грузия на протежение от 26 km с най-долното си течение. Болшинството от реките, водещи началото си от планините, са пълноводни през пролетта, при топенето на снеговете. Реките, получаващи подхранването си основно от ледниците (горните течение и притоците на Кодори, Ингури, Риони), носят повече вода през лятото и имат през това време ясно изразен денонощен ход с максимум във вечерните часове и минимум на разсъмване. За реките по Аджарското крайбрежие и северните склонове на Месхетския хребет е характерно есенно-зимното пълноводие, свързано с максимума на валежите през този период. Имайски бързо течение, планинските реки замръзват рядко. Изключение правят реките в Южногрузинската планинска земя, отличаващи се с обърнат наопаки надлъжен речен профил (полегат в горното и стръмен в долното течение). Районите изградени от варовици или лави, се характеризират със силно развита подземна речна мрежа и наличието на големи карстови извори. Общо в Грузия има около 25 000 реки, на някои от които са изградени ВЕЦ-ове. Общата енергийна мощност на реките се оценява на 18,2 млн. квт, а потенциалните ресурси на 159,4 млрд. квт.ч.

#### Езера
Като цяла Грузия е бедна на езера, но в отделни региони (Джавахети, Колхидската низина, Келското плато, древноледниковата зона на Абхазия) има групи езера с тектонски, вулканичен, морски, речен, ледников, свлачищен, карство и друг произход. Най-големи по площ са: Паравани (37 km²), Карцахи (26,6 km²) и Палеостоми (17,3 km²). С най-голяма дълбочина са свлачищните езера Рица (116 m), Амткел (72 – 122 m в зависимост от резките колебание на нивото му) и Келистба (75 m).

#### Ледници
Съвременното заледяване в Грузия е съсредоточено в осовата ивица на Голям Кавказ и има предимно планинско-ледников характер. В страната има 605 ледника със сумарна площ от 520 km². Най-големите ледници са разположени в Сванетия (Лекзири, Цанери, Твибери, Чалаати, Адиши) и Рача (Зопхито, Киртишо и др.). Най-ниско от всички (до 1900 m) се спускат ледниците Лекзири и Чалаати.

### Почви
Почвите на Грузия носят разнообразен, пъстър домозаечност характер, обусловен от многобразието на почвообразуващите фактори. Червеноземните почви, близки до тропичните латеритни, са разпространени в хълмистите райони на Западна Грузия – основно в Аджария и Гурия и като цяло се явяват реликти от древните геоложки почвообразувания. Там са разпространени и жълтоземни почви. Черноземните, кестенявите, кафеникавите и сивокафеникавите почви са свойствени за източните части и междупланинските депресии. Освен това, черноземните са развити по платата на Южногрузинската планинска земя. В планините под горите са сформирани кафяви горски почви, преминаващи във варовиковите райони в хумусно-карбонатни, а под алпийската растителност – в планинско ливадни почви. Блатните и субтропичните подзолисти почви образуват големи масиви в Колхидската низина.

### Растителност
Флората на Грузия наброява над 4500 вида цветни растения. Растителното богатство на страната, както и в Кавказ като цяло, е свързано с разнообразните физикогеографски условия и с относителната стабилност на климата в миналото, способстващи за съхраняването на дривни флористични елементи. Флората на Грузия изобилства с реликтови и ендемични растения (диоскорея, понтийски и кавказки рододендрон, самшит, лавровишна, дзелква, фурма и др.). растителната покривка е разнообразна. Горите заемат 36,7% от територията на страната. В миналото горска растителност е покривала Колхидската низина и голяма част от Иверийската падина. Долните (равнинни) гори в Колхида и Алазанската долина почти повсеместно са изместени от културни насаждения. Планинските гори в долния горски пояс са представени от смесени широколистни видове (дъб, габър, кестен и др.), а нагоре господства букът. В горния горски пояс в Западна и Северна Грузия и Триалетския хребет са разпространени тъмните иглолистни гори съставени от ела и смърч, а във високите долини на Тушетия и Северна Хевсурети – боровите гори. Алпийските пасища в Голям Кавказ, Малък кавказ и вулканичните хребети в Южна Грузия се простират от горната граница на горите до 2800 m (в Западен Кавказ) до 3500 m в останалите райони. Степите, в голямата си част са изместени от културни насаждения, имат обширен ареал в Иверийската падина и по лавовите плата на Южногрузинската планинска земя.

### Животински свят
Фауната на Грузия представлява съчетание от средиземноморски и централноазиатски елементи. В алпийския пояс на Голям Кавказ обитават ендемични за Кавказ планински козли, тур, кавказка (планинска) пуйка улар (на грузински „шуртхи“), преминалата от Европа сърна, планински козел и др. В горите живеят кафява мечка, благороден елен, кошута, рис. По високите планини на Малък Кавказ и в Южногрузинската планинска земя се среща каспийска пуйка.

### Природни райони
- Високопланинска област на Голям Кавказ – Характеризира се с ясно очертани пояси – планинско-горски, планинско-ливаден и нивален. Западен и Централен Кавказ се отличават от Източен Кавказ с по-влажния си климат и снижението на нивалния пояс, по-голямо разпространение на ледници и наличие на тъмни иглолистни гори. За Централен и Източен Кавказ са характерни младите вулканични съоръжения. За северните склонове на Източен Кавказ са свойствени боровите гори.
- Колхидска равнинно-хълмиста влажна субтропична област – виж Колхидска низина.
- Иверийска равнинно-хълмиста лесостепна област – Състои се от Вътрешнокартлийска, Долнокартлийска и Алазанска междупланински равнини и Йорско плато. Сухият в сравнение със Западна Грузия климат обуславя почти безлесният лесостепен и степен характер на ландшафта. Гори са се съхранили само покрай някои реки (галерийните гори по реките Йори, Алазани, Кура и др.) и по склоновете на най-високите хребети (Сагурамски и др.).
- Среднопланинска област на Малък Кавказ – Характеризира се предимно от планинско-горски пояс, прекъсван на места от планинско-ливаден пояс. Тези райони са с обилно овлажняване, широко развитие на тъмните иглолистни гори и елементи от колхидска флора (Шавшетски и Месхетски хребет, Аджарска котловина, западните склонове на Триалетския хребет) и по-малко влажни райони (ахалцихската котловина, останалата част на Триалетския хребет, Среднохрамския планински възел и локския хребет). Планинската степна и ливадна област в Южна Грузия се състои от райони с алпийски ландшафти (Самсарски, Джавахетски и Ерушетски хребети) и планинско-степни ландшафти (платата: Ахалкалакско, Гомаретсдко, Дманиско).[4]